# Tannay (Nièvre)
Tannay is een gemeente in het Franse departement Nièvre (regio Bourgogne-Franche-Comté) en telt 619 inwoners (2009). De plaats maakt deel uit van het arrondissement Clamecy.

## Geografie
De oppervlakte van Tannay bedraagt 15,5 km², de bevolkingsdichtheid is 40,3 inwoners per km².
De onderstaande kaart toont de ligging van Tannay (Nièvre) met de belangrijkste infrastructuur en aangrenzende gemeenten.

## Demografie
Onderstaande figuur toont het verloop van het inwonertal (bron: INSEE-tellingen).

## Geschiedenis
Tannay, hoofdplaats van het gelijknamige kanton, is bewoond sinds de Hallstatt-periode. De stad werd voor het eerst in geschriften genoemd in 1121 als Tanneio, een naam die van Keltische oorsprong zou kunnen zijn: tann betekende eik.
Het dorp werd een zelfstandige parochie in 1130 en de parochiekerk werd in 1201 een kapittelkerk. Deze kerk St. Léger, die dus uit de 12e eeuw stamt, is in de 15e eeuw sterk vergroot en spectaculair versterkt met massieve pilaren en steunberen.
Tannay had een belangrijke leerlooiersindustrie, maar nog belangrijker waren de wijngaarden die de kanunniken vanaf 1207 aanlegden.
De stad werd een zelfstandige gemeente in 1352. Nadat Tannay in 1356 door de troepen van Karel II van Navarre was geplunderd, bouwde men de eeuw erna stadswallen, die men op de kaart van Cassini nog afgebeeld ziet met vijf torens. In 1854 kreeg het stadje een markt op het kerkplein.
De plaats kent nog een aantal opmerkelijke oude huizen uit de 15e en 16e eeuw, o.a. staat in de Rue de Bèze een huis dat heeft toebehoord aan de medewerker van Calvijn, Théodore de Bèze, die overigens in Vézelay geboren is.
In de omgeving zijn meerdere boerderijen op de lijst van beschermde monumenten geplaatst.
Tannay ligt op de pelgrimsroute van Vézelay naar Santiago de Compostella.

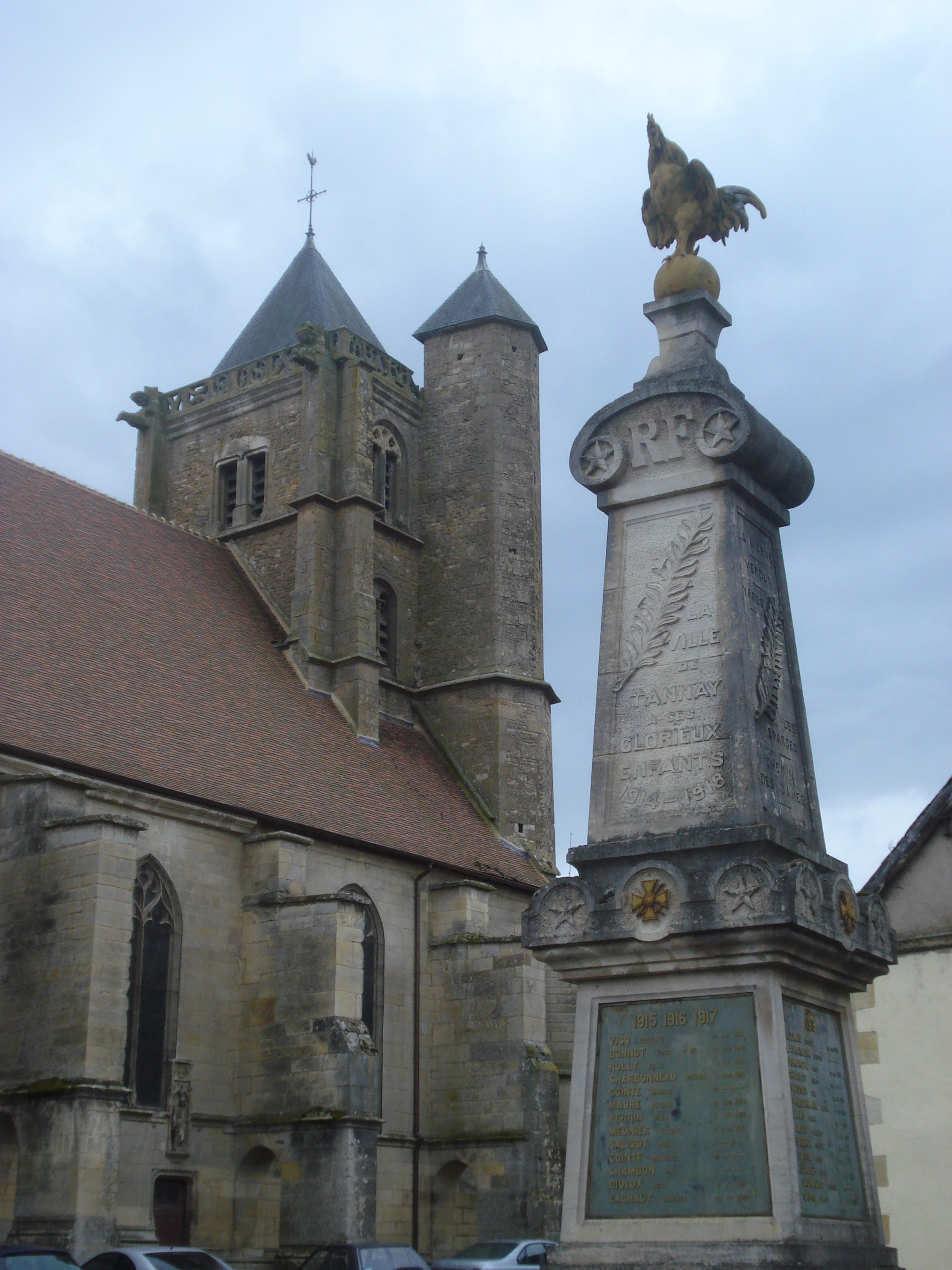
Kapittelkerk Saint-Léger
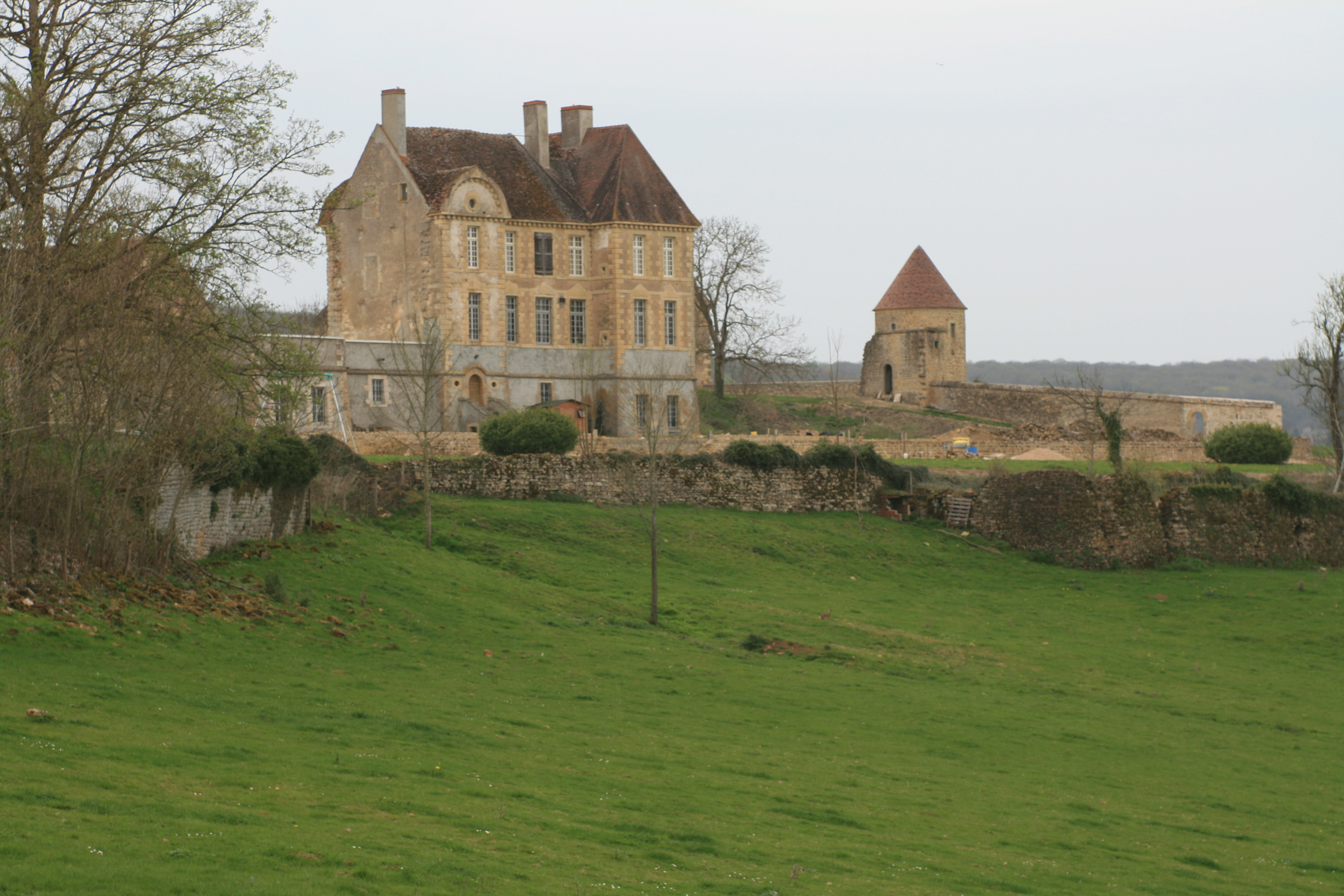
Kasteel van Pignol